# Csengelei gyújtogatás
A csengelei gyújtogatás egy tizenegy halálos áldozatot követelő bűncselekmény volt 1988-ban, a legtöbb halálos áldozatot követelő magyarországi bűncselekmények egyike. A gyújtogatásra egy élettársi kapcsolatban élő pár konfliktusának lezárásaként került sor. A három elkövető közül egy öngyilkosságot követett el, egyiküket börtönre, másikukat halálra ítélték.

## A gyújtogatás előzményei
A csengelei Hajagos Tóth Imre és a vele élettársi viszonyban élő Csányi Csabáné kapcsolata 1988-ban annyira megromlott, hogy Csányiné elhagyta Hajagos Tóthot és elköltözött tőle. Csányiné testvérének családjához költözött, akik libaneveléssel foglalkoztak az alig 500 méterrel arrébb fekvő Sebők-tanyán. Az elhagyott Hajagos Tóth hiába kérlelte az asszonyt a visszatérésre, az nem volt hajlandó folytatni közös életüket. Hajagos Tóth önérzetét igen sértette az asszony magatartása, sértettségének pedig több alkalommal kívülállók előtt is hangot adott. Idővel Hajagos erőszakosabbá vált, volt élettársa családját zaklatni kezdte és sikertelen kísérletet tett Csányiné elrablására is. A kudarcoktól megviselt férfi egyfajta kiterjesztett öngyilkosságban kezdett gondolkodni: úgy határozott, hogy meggyilkolja volt élettársát, majd a gyilkosságot követően önmagával is végez. Terveit Hajagos egyáltalán nem titkolta, emberölési szándékát hangoztatva kísérletet tett a szomszédok elkövetésbe történő bevonására, ők azonban csak egy megkeseredett ember üres fenyegetőzésének vélték a férfi próbálkozásait. Hajagos tervét elmondta egy csongrádi ismerősének, a többszörösen büntetett előéletű Ladányi Jánosnak is, aki felajánlotta segítségét a gyilkosság kivitelezéséhez. Ladányi egy orgazdától pisztolyt és hozzá tartozó töltényeket is szerzett, valamint kialkudta, hogy Hajagos Tóth tervezett öngyilkossága után annak haszonállatai, személygépkocsija és tanyája az ő tulajdonába jussanak. Időközben Hajagos tovább finomította magában az élettársa elleni bosszú tervét: úgy döntött, hogy nem elégszik meg az asszony egyszerű meggyilkolásával, hanem annak két gyermekét és a nekik menedéket adó tanya lakóit is elpusztítja. A tömeggyilkosság eszközéül a benzint választotta, a terv végrehajtásába pedig Ladányi mellé bevonta az akkor még csak 15 éves fiát, Lászlót is. A tett elkövetése előtt nagy  mennyiségű benzint (mintegy 1 hektolitert!) halmozott fel magánál, amiből tettestársaival molotov-koktélokat készítettek. Hajagos még végrendeletet is írt, amelyben Ladányit nevezte meg fő vagyontárgyai örököseként.

## A Sebők-tanya felgyújtása
Hajagos Tóth László 1988. augusztus 14-én lesállást foglalt el a Sebők-tanya közelében, egész nap az épület körüli jövés-menést figyelte. Estére az épületben 11-en tartózkodtak, közöttük gyermekek és idősek. Hajagos Tóth Imre az éjjel leszállta után közölte tettestársaival, hogy elérkezett a gyilkosság elkövetésének napja. A három (addigra erősen ittas állapotú) férfi augusztus 15-én még pirkadat előtt a megszerzett fegyverrel és a molotov-koktélokkal Sebők-tanyához indult. Az épületet körbeállták, majd Hajagos Tóth jelzésére az ablakokon át a benzines palackokat az épületbe dobták. A nádtetős tanya azonnal lángba borult, lakói az ablakokon keresztül próbáltak kijutni. Az egyik sikeresen kijutó Csányi Csabáné volt, aki szerencsétlenségére az ablakon kiugorva éppen Hajagos Tóth Imre karjaiba futott. A férfi fegyverrel az autójába kényszerítette az asszonyt, majd elhajtottak. Ekkorra Ladányi János és ifj. Hajagos is elmenekültek a helyszínről. A lármára felébredtek a szomszédos tanyák lakói is, a két sértetlenül kijutott lakó mellett a tűzoltók kiérkezésééig ők próbálkoztak az épület oltásával és a sérültek mentésével. A tüzet végül a tűzoltók oltották el, akik a romok közül négy gázpalackot hoztak ki. A kiérkező rendőröket sokkolta a helyszín. A Sebők-tanya lakói közül ketten, egy idős asszony és egy fiatalkorú lány már a tűzben meghaltak. A két áldozatnak gyakorlatilag esélye sem volt a menekülésre, mivel ők az épület hátsó zugában voltak és a gyújtogatáshoz felhasznált benzin irdatlan mennyiségétől okozott rettenetes tűzben egyből életüket vesztették. A helyszínen levő mentőket, tűzoltókat és rendőröket is sokkolta a lány és az idős nő szénné égett holttestének a látványa, utóbbi a rendkívüli hő hatására jelentős mértékben összezsugorodott.
A rendőrök az egyik túlélő vallomása alapján kezdettől fogva Hajagost gyanúsították a gyilkosság elkövetésével, ezért keresni kezdték az általa használt fehér autót. Nem sokkal a helyszínelés megkezdése után fel is fedezték mintegy két kilométernyivel odébb Hajagos autóját. Az autónál megtalálták az agyonlőtt Csányiné és az öngyilkosságot elkövető Hajagos Tóth Imre holttestét. A jelek szerint Hajagos Csányiné kivégzése előtt még meg is erőszakolta a félájult állapotban levő asszonyt.
A tűzből kijutott sérülteket kritikus állapotban szállították kórházakba, ahol azonban többségükön nem tudtak segíteni. A következő hetekben 5 sérült (köztük egy ikerpárral terhes kismama) halt bele az égési sérülésekbe. A sérültek közül mindössze egy lány épült fel.

## Az ügy lezárása
A rendőrség kezdetben csak Hajagos Tóth Imrét gyanúsította, a nyomozók csak pár nappal később jöttek rá, hogy a merénylőnek segítői is voltak: Ladányi János és ifj. Hajagos Tóth. A nyomozás 1988 utolsó heteiben fejeződött be, az ügyészek a vádiratot decemberben terjesztették a bíróság elé. A két férfit a fegyvert adó orgazdával együtt 1989-ben állították bíróság elé. A Csongrád Megyei Bíróság a fegyvert biztosító orgazdát öt hónap felfüggesztett börtönbüntetésre ítélte. A merénylők közül a bűncselekmény elkövetésekor még csak fiatalkorú Hajagos Tóth Lászlót a bíróság 6 év börtönre ítélte, mivel bizonyítottnak látták, hogy a fiatalembert erőszakos természetű apja folyamatos fenyegetéseivel és terrorjával tudta csak rávenni a gyilkosságban való részvételre. A bíróság nyereségvágyból, különös kegyetlenséggel, több emberen elkövetett emberölés miatt Ladányi Jánost halálra ítélte. Ladányi János ítéletét 1990. február 2-án a Legfelsőbb Bíróság a halálbüntetés megszüntetése miatt felülvizsgálta, ekkor Ladányi büntetését életfogytig tartó fegyházra változtatták. Ladányi János 20 év letöltése után, 2009-ben szabadult. A csengelei 129-es számú tanyát nem építették többé fel.